# Karl Paryla
Karl Paryla (Vienna, 12 agosto 1905 – Vienna, 14 luglio 1996) è stato un attore e regista austriaco.

## Biografia
Karl Paryla è stato un attore e regista teatrale austriaco. Politicamente è stato sempre un convinto e fedele comunista per tutta la vita; la sua carriera nel teatro austriaco è stata prima interrotta dalla seconda guerra mondiale e poi ostacolata dalla politica della guerra fredda. Negli anni '50 ha iniziato a lavorare nella Repubblica Democratica Tedesca, dove si è esibito come attore e ha diretto opere teatrali e film. Attore formatosi alla scuola di Konstantin Sergeevič Stanislavskij, è elogiato per il realismo che ha evidenziato nelle sue esibizioni soprattutto nelle commedie di Johann Nestroy (Il talismano,  La casa dei temperamenti, La fatale notte di carnevale), e per la sua capacità di organizzare dinamicamente grandi ensemble sul palco. È ricordato anche per la sua etica del lavoro e la sua fervida fede nel potere emancipatore del teatro.
Il suo esordio avvenne nella sua città natale nel 1925, dopo di che si trasferì in varie città germaniche.
Durante il regime nazista lavorò al Theater in der Josefstadt viennese prima di fuggire in Svizzera nel 1938.
Come attore si caratterizzò per il suo temperamento, per le sue abilità mimiche aggressive e bonarie, per la sua capacità espressiva di trasmettere gli elementi satirici e umani.
Si dimostrò anche un eccellente Romeo, Amleto, Truffaldino, Figaro, Saint-Just.
Tra le sue regie, si ricordano Resurrezione di Lev Tolstoj e Le nozze di Figaro.

## Teatro
- Il talismano di Johann Nestroy;
- La casa dei temperamenti di Johann Nestroy;
- La fatale notte di carnevale di Johann Nestroy;
- Romeo e Giulietta di William Shakespeare;
- Amleto di William Shakespeare;
- Il barbiere di Siviglia di Pierre-Augustin Caron de Beaumarchais.

## Filmografia parziale
Attore
- Ultimo amore, diretto da Fritz Schulz

Regista
- Resurrezione